# Pression partielle
 (juillet 2023).
Si vous disposez d'ouvrages ou d'articles de référence ou si vous connaissez des sites web de qualité traitant du thème abordé ici, merci de compléter l'article en donnant les références utiles à sa vérifiabilité et en les liant à la section « Notes et références ».

La pression atmosphérique est grosso modo la somme des pressions partielles des gaz dont elle se compose : l'oxygène, l'azote, l'argon, la vapeur d'eau, le dioxyde de carbone etc.

La pression partielle d'un composant dans un mélange de gaz parfaits est définie comme la pression qui serait exercée par les molécules de ce composant s'il occupait seul tout le volume offert au mélange, à la température de celui-ci.
Elle correspond donc à la contribution de ce composant à la pression totale du mélange. La pression partielle d'un composant est une mesure de l'activité thermodynamique des molécules de ce gaz.
Les gaz se dissolvent, diffusent et réagissent selon leur pression partielle, donc ni selon la pression totale, ni selon leur concentration dans le mélange de gaz ou dans le liquide où ils sont dissouts. Ainsi, par exemple, la dissolution du gaz dans un liquide dépendra, non de la pression totale, mais de la pression partielle ; de même la condensation d'un gaz dépendra de sa pression partielle, et non de la pression totale (cependant que l'évaporation sera, elle, sensible à la pression totale, mais seulement en ce qui concerne son mode : évaporation ou ébullition). Ce point est développé à l'article Pression de vapeur saturante.

## Définition mathématique
La loi de Dalton, valable rigoureusement pour un mélange idéal de gaz parfaits, relie la pression partielle {\displaystyle p_{i}} et la pression totale {\displaystyle p_{\text{tot}}} par l'intermédiaire de la fraction molaire {\displaystyle x_{i}} du constituant considéré dans le mélange :
{\displaystyle x_{i}={\frac {n_{i}}{n_{\text{tot}}}}}
où {\displaystyle n_{i}} est le nombre de moles d'un constituant quelconque repéré par l'indice {\displaystyle i} dans le mélange et {\displaystyle n_{\text{tot}}} le nombre total de moles dans le mélange.
La pression partielle du constituant {\displaystyle i} est égale au produit de sa fraction molaire par la pression totale :
La pression d'un mélange idéal de gaz parfaits est la somme des pressions partielles de chacun de ses constituants :
{\displaystyle \sum _{i}p_{i}=\left(\sum _{i}x_{i}\right)\cdot p_{\text{tot}}=p_{\text{tot}}}
car {\displaystyle \sum _{i}x_{i}=1}.
La fraction molaire du constituant dans un mélange est égale à la fraction volumique du constituant dans le mélange.
On a donc la relation isotherme suivante :
{\displaystyle {\frac {V_{i}}{V_{\text{tot}}}}={\frac {p_{i}}{p_{\text{tot}}}}={\frac {n_{i}}{n_{\text{tot}}}}}
avec :
- {\displaystyle V_{i}} le volume occupé par un constituant {\displaystyle i} quelconque du mélange ;
- {\displaystyle V_{\text{tot}}} le volume total du mélange de gaz ;
- {\displaystyle p_{i}} la pression partielle du gaz {\displaystyle i} dans le mélange ;
- {\displaystyle p_{\text{tot}}} la pression totale du mélange ;
- {\displaystyle n_{i}} la quantité du gaz {\displaystyle i} ;
- {\displaystyle n_{\text{tot}}} la quantité de matière totale du mélange de gaz.